# DDR-Meisterschaft im Straßenrennen 1976
Die DDR-Meisterschaft im Straßenrennen 1976 fand am 26. September in Görlitz im heutigen Sachsen statt und wurde als Eintagesrennen ausgetragen. Es war das 28. Meisterschaftsrennen in der DDR. Sieger wurde Detlef Kletzin.

## Strecke
Das Rennen führte über 154,5 Kilometer rund um die Landeskrone Görlitz auf einem Rundkurs von 14,5 Kilometer, der elfmal zu fahren war.

## Rennverlauf
Mehr als 80 Radrennfahrer der DDR-Leistungsklase und der Betriebssportgemeinschaften (BSG) waren am Start. Der Titelverteidiger Hans-Joachim Hartnick konnte seinen Titel durch eine Erkrankung nicht verteidigen. Als erster Fahrer wagte Gottfried Preising einen Ausreißversuch, er war im Verlauf des Rennens in allen späteren Spitzengruppen vertreten. Von der 6. bis zur 9. Runde führte er als Solist das Rennen an. Ein Kilometer vor dem Ziel, im letzten Anstieg, setzten sich Preising und Kletzin von drei Begleitern ab. Kletzin gewann den Zielsprint mit zwei Radlängen. 21 Fahrer erreichten das Ziel.

## Ergebnis
|     | Fahrer             | Verein                        | Zeit (h)       |
| --- | ------------------ | ----------------------------- | -------------- |
| 01. | Detlef Kletzin     | ASK Vorwärts Frankfurt (Oder) | 4:06:27        |
| 02. | Gottfried Preising | SC Turbine Erfurt             | gl. Zeit       |
| 03. | Bernd Fischer      | SC DHfK Leipzig               | + 0:20 Minuten |
| 04. | Günter Kubasch     | SC Karl-Marx-Stadt            | + 0:35 Minuten |
| 05. | Olaf Jentzsch      | SC Cottbus                    | + 0:56 Minuten |
| 06. | Siegfried Graf     | SC DHfK Leipzig               | + 2:45 Minuten |
| 0 … |                    |                               |                |